# Спартак (бухта)
Спартак — бухта на крайнем севере Таймыра. Является самым северным континентальным заливом Евразии. Административно расположена в Таймырском Долгано-Ненецком районе Красноярского края России.
Бухта находится между мысом Сакко и мысом Челюскина, вдаваясь в побережье на юг.
Глубины в основном в промежутке 10—20 метров.
На западном берегу расположено несколько домов, на юге в залив впадает безымянный ручей, а на востоке находится гидрометобсерватория имени Е.К. Федорова. Станция изначально была названа «Мыс Челюскина» в 1937 году сотрудниками полярной станции в честь парохода, осуществлявшего в то время доставку и выгрузку в бухте необходимых для станции грузов. В 1937 году была названа в честь парохода «Спартак».

## Топографические карты
- Лист карты T-48-XIX,XX,XXI полярн. ст. Челюскин. Масштаб: 1 : 200 000. Состояние местности на 1959-1975 год. Издание 1988 г.